# روح غرب
روح غرب (انگلیسی: Spirit of the West) یک فیلم وسترن پیشا-کد به کارگردانی اوتو براور است که در سال ۱۹۳۲ منتشر شد. از بازیگران آن می‌توان به هوت گیبسون، هوپر اَچلی، دوریس هیل و تاینی سندفورد اشاره کرد.